# Montes Doupov
Los montes Doupov (en checo: Doupovské hory; en alemán: Duppauer Gebirge) son una gran montaña volcánica cenozoica con la estructura típica de un estratovolcán. El centro del volcán se encontraba en el lugar del antiguo poblado de Doupov.
La montaña más alta se llama Hradiště (tiene 934 metros), el punto más bajo esta por el río Ohře cerca de Kadaň (275 metros aprox.).
En 1945, tras el fin de la Segunda Guerra Mundial la mayoría de la población alemana fue obligada a salir por lo que las montañas Doupov quedaron casi totalmente despobladas. Se convirtió en un Área de Entrenamiento del Ejército en 1953 y aún sirve a este propósito para las fuerzas de la OTAN.